# Hongarije op de Olympische Zomerspelen 1932
Hongarije nam deel aan de Olympische Zomerspelen 1932 in Los Angeles, Verenigde Staten. Een recordaantal van 6 gouden medailles werd gewonnen, terwijl ook het totale aantal medailles nog niet eerder was bereikt.

## Medailleoverzicht
| Sport       | Olympiër | Discipline             | Medaille |
| ----------- | --- | ---------------------- | -------- |
| Boksen      | István Énekes | -50,8kg (m)            | Goud     |
| Schermen    | György Piller | sabel (m)              | Goud     |
| Schermen    | Aladár Gerevich Gyula Glykais Endre Kabos Attila Petschauèr Ernõ Nagy György Piller                                                          | sabel team (m)         | Goud     |
| Turnen      | István Pelle | paard voltige (m)      | Goud     |
| Turnen      | István Pelle | vloer (m)              | Goud     |
| Waterpolo   | István Barta György Bródy Olivér Halassy Márton Homonnai Sándor Ivády Alajos Keserű Ferenc Keserű János Németh Miklós Sárkány József Vértesy | mannen                 | Goud     |
| Turnen      | István Pelle | brug (m)               | Zilver   |
| Turnen      | István Pelle | meerkamp (m)           | Zilver   |
| Worstelen   | Ödön Zombori | -56kg vrije stijl (m)  | Zilver   |
| Worstelen   | Károly Kárpáti | -66kg vrije stijl (m)  | Zilver   |
| Schermen    | Endre Kabos | sabel (m)              | Brons    |
| Schermen    | Erna Bogáthy Bogen | floret (v)             | Brons    |
| Schietsport | Zoltán Soós Hradetzky | 50m liggend (m)        | Brons    |
| Worstelen   | József Tunyogy | -79kg vrije stijl (m)  | Brons    |
| Zwemmen     | István Bárány László Szabados András Székely András Wanié                                                                                    | 4x200m vrije stijl (m) | Brons    |

## Deelnemers en resultaten

### Atletiek
| Olympiër         | Discipline             | Resultaat | Prestatie   |
| ---------------- | ---------------------- | --------- | ----------- |
| Péter Bácsalmási | hink-stap-springen (m) | 9e        | 14,33m      |
| József Darányi   | kogelstoten (m)        | 7e        | 14,67m      |
| István Donogán   | discuswerpen (m)       | 5e        | 47,08m      |
| Endre Madarász   | discuswerpen (m)       | 6e        | 46,52m      |
| József Remetz    | discuswerpen (m)       | 9e        | 45,02m      |
| Péter Bácsalmási | tienkamp (m)           | 10e       | 5788 punten |

### Boksen
| Olympiër      | Discipline  | Resultaat | Prestatie |
| ------------- | ----------- | --------- | --- |
| István Énekes | -50,8kg (m) | Goud      | 1ste ronde: W van FRA Fayaud kwartfinale: W van ITA Rodriguez halve finale: W van USA Salica finale: W van MEX Cabanas |
| Lajos Szigeti | -72,6kg (m) | 5e        | 1ste ronde: vrij kwartfinale: V van RSA Peirce                                                                         |

### Moderne vijfkamp
| Olympiër       | Discipline  | Resultaat | Prestatie   |
| -------------- | ----------- | --------- | ----------- |
| Tibor Benkö    | individueel | 18e       | 64,5 punten |
| Imre Petneházy | individueel | 19e       | 65 punten   |
| Elemér Somfay  | individueel | 7e        | 52,5 punten |

### Schermen
| Olympiër                                                                                         | Discipline     | Resultaat | Prestatie |
| ------------------------------------------------------------------------------------------------ | -------------- | --------- | --- |
| Tibor Benkő                                                                                      | degen (m)      | 19e       | 1ste ronde groep 3: 5de met 6 punten halve finale 1: 10de met 3 punten                                                |
| Imre Petneházy                                                                                   | degen (m)      | 28e       | 1ste ronde groep 2: 11de met 0 punten                                                                                 |
| Somfai                                                                                           | degen (m)      | DNS       | 1ste ronde groep 1: niet gestart                                                                                      |
| Endre Kabos                                                                                      | sabel (m)      | Brons     | 1ste ronde groep 2: 1ste met 6 overwinningen halve finale 1: 1ste met 6 overwinningen finale: 3de met 5 overwinningen |
| Attila Petschauer                                                                                | sabel (m)      | 5e        | 1ste ronde groep 1: 1ste met 5 overwinningen halve finale 1: 2de met 6 overwinningen finale: 5de met 5 overwinningen  |
| György Piller-Jekelfalussy                                                                       | sabel (m)      | Goud      | 1ste ronde groep 3: 2de met 5 overwinningen halve finale 2: 1ste met 6 overwinningen finale: 1ste met 8 overwinningen |
| Attila Petschauer Ernő Nagy Gyula Glykais György Piller-Jekelfalussy Aladár Gerevich Endre Kabos | sabel team (m) | Goud      | 1ste ronde groep 2: 1ste met 2 overwinningen finale: 1ste met 3 overwinningen                                         |
|                                                                                                  |                |           | |
| Erna Bogen-Bogáti                                                                                | floret (v)     | Brons     | 1ste ronde groep 1: 2de met 5 overwinningen finale: 3de met 7 overwinningen                                           |
| Margit Danÿ                                                                                      | floret (v)     | 11e       | 1ste ronde groep 2: 6de met 3 overwinningen                                                                           |

### Schietsport
| Olympiër                     | Discipline             | Resultaat | Prestatie  |
| ---------------------------- | ---------------------- | --------- | ---------- |
| Antal Barát-Lemberkovits     | 50m geweer liggend (m) | 18e       | 285 punten |
| Zoltán Soós-Ruszka Hradetzky | 50m geweer liggend (m) | Brons     | 293 punten |
| Tibor Tary                   | 50m geweer liggend (m) | 11e       | 289 punten |

### Turnen
| Olympiër                                             | Discipline               | Resultaat | Prestatie      |
| ---------------------------------------------------- | ------------------------ | --------- | -------------- |
| István Pelle                                         | vloer (m)                | Goud      | 28,800 punten  |
| István Pelle                                         | rekstok (m)              | Zilver    | 55,800 punten  |
| István Pelle                                         | paard met bogen (m)      | Goud      | 57,200 punten  |
| Péter Boros                                          | individuele meerkamp (m) | 19e       | 105,775 punten |
| József Hegedűs                                       | individuele meerkamp (m) | 20e       | 105,75 punten  |
| István Pelle                                         | individuele meerkamp (m) | Zilver    | 134,925 punten |
| Miklós Péter                                         | individuele meerkamp (m) | 16e       | 119,20 punten  |
| Péter Boros József Hegedűs István Pelle Miklós Péter | meerkamp team (m)        | 4e        | 465,650 punten |

### Waterpolo
| Olympiër | Discipline | Resultaat | Prestatie                                                          |
| --- | ---------- | --------- | ------------------------------------------------------------------ |
| István Barta György Bródy Olivér Halassy Márton Homonnai Sándor Ivády Alajos Keserű Ferenc Keserű János Németh Miklós Sárkány József Vértesy | mannen     | Goud      | W van Duitsland: 6-2 W van Japan: 17-0 W van Verenigde Staten: 7-0 |

### Wielersport
| Olympiër          | Discipline       | Resultaat | Prestatie |
| Weg               | Weg              | Weg       | Weg       |
| ----------------- | ---------------- | --------- | --------- |
| Sebestyén Schmidt | wegwedstrijd (m) | 31e       | 2:48.37   |

### Worstelen
| Olympiër       | Discipline  | Resultaat   | Prestatie |
| Vrije stijl    | Vrije stijl | Vrije stijl | Vrije stijl |
| -------------- | ----------- | ----------- | --- |
| Ödön Zombori   | -56kg (m)   | Zilver      | 1ste ronde: V van USA Pearce 2de ronde: W van SWE Wingren 3de ronde: W van FRA Depuichaffray 4de ronde: W van FIN Jaskari          |
| Károly Kárpáti | -66kg (m)   | Zilver      | 1ste ronde: W van JPN Suzuki 2de ronde: W van EST Käpp 3de ronde: V van USA Clodfelter 4de ronde: vrij 5de ronde: V van FRA Pacôme |
| Julius Zombori | -72kg (m)   | 5e          | 1ste ronde: vrij 2de ronde: V van CAN MacDonald 3de ronde: V van FIN Leino                                                         |
| József Tunyogi | -79kg (m)   | Brons       | 1ste ronde: W van FRA Poilvé 2de ronde: W van USA Hess 3de ronde: W van JPN Sumiyuki 4de ronde: V van FIN Luukko                   |
| Grieks-Romeins |             |             | |
| László Szekfű  | -56kg (m)   | 6e          | 1ste ronde: V van ITA Nizzola 2de ronde: V van FRA François                                                                        |
| Ödön Zombori   | -61kg (m)   | 6e          | 1ste ronde: V van GER Ehrl 2de ronde: V van FIN Koskela                                                                            |
| Gyula Zombori  | -72kg (m)   | 8e          | 1ste ronde: V van SWE Johansson |

### Zwemmen
| Olympiër                                                  | Discipline            | Resultaat | Prestatie                                            |
| --------------------------------------------------------- | --------------------- | --------- | ---------------------------------------------------- |
| István Bárány                                             | 100m vrije slag (m)   | 7e        | serie 1: 2de in 1.00,4 halve finale 1: 4de in 59,4   |
| András Székely                                            | 100m vrije slag (m)   | 9e        | serie 4: 2de in 1.01,5 halve finale 1: 5de in 1.01,4 |
| András Wanié                                              | 100m vrije slag (m)   | 12e       | serie 2: 4de in 1.02,8                               |
| Gyula Kánásy                                              | 400m vrije slag (m)   | 17e       | serie 3: 4de in 5.40,8                               |
| István Bárány László Szabados András Székely András Wanié | 4x200m vrije slag (m) | Brons     | 9.31,4                                               |

Argentinië · Australië · België · Brazilië · Brits-Indië · Canada · Colombia · Denemarken · Duitsland · Estland · Filipijnen · Finland · Frankrijk · Griekenland · Groot-Brittannië · Haïti · Hongarije · Ierland · Italië · Japan · Joegoslavië · Letland · Mexico · Nederland · Nieuw-Zeeland · Noorwegen · Oostenrijk · Polen · Portugal · Republiek China · Spanje · Tsjecho-Slowakije · Uruguay · Verenigde Staten · Zuid-Afrika · Zweden · Zwitserland